# Beyza Saraçoğlu
Beyza Saraçoğlu (ur. 25 lipca 2000) – turecka bokserka, młodzieżowa wicemistrzyni świata (2015) oraz mistrzyni Europy (2016).

## Kariera amatorska
W wieku 15 lat została wicemistrzynią świata juniorów w kategorii do 46 kg. W finale przegrała na punkty (12:30) z reprezentantką Korei Północnej Won Un-Gyong. Rok później, w wieku 16 lat zdobyła mistrzostwo Europy w kategorii papierowej (48 kg.), pokonując w finale Rosjankę Lubowę Szarapową.
W 2019 roku zdobyła swój pierwszy seniorski tytuł mistrza Turcji w kategorii do 54 kg. Wcześniej trzykrotnie zwyciężała na juniorskich mistrzostwach Turcji w roku 2015, 2017 i 2018.